# Carabus linnaei
Carabus linnaei es una especie de coleóptero adéfago perteneciente a la familia Carabidae. 
Habita en Europa, donde se han observado en Polonia, Eslovaquia, Hungría, Ucrania, Alemania, Austria, Bulgaria, Rusia, Rumania, Italia, Moldavia y República Checa.